# М'тсангамужі
М'тсангамужі́, М'тсанґамужі (фр. M'tsangamouji) — муніципалітет у Франції, в заморському департаменті Майотта. Населення — 5028 осіб (2007).
Муніципалітет розташований на відстані близько 8200 км на південний схід від Парижа, 16 км на захід від Мамудзу.

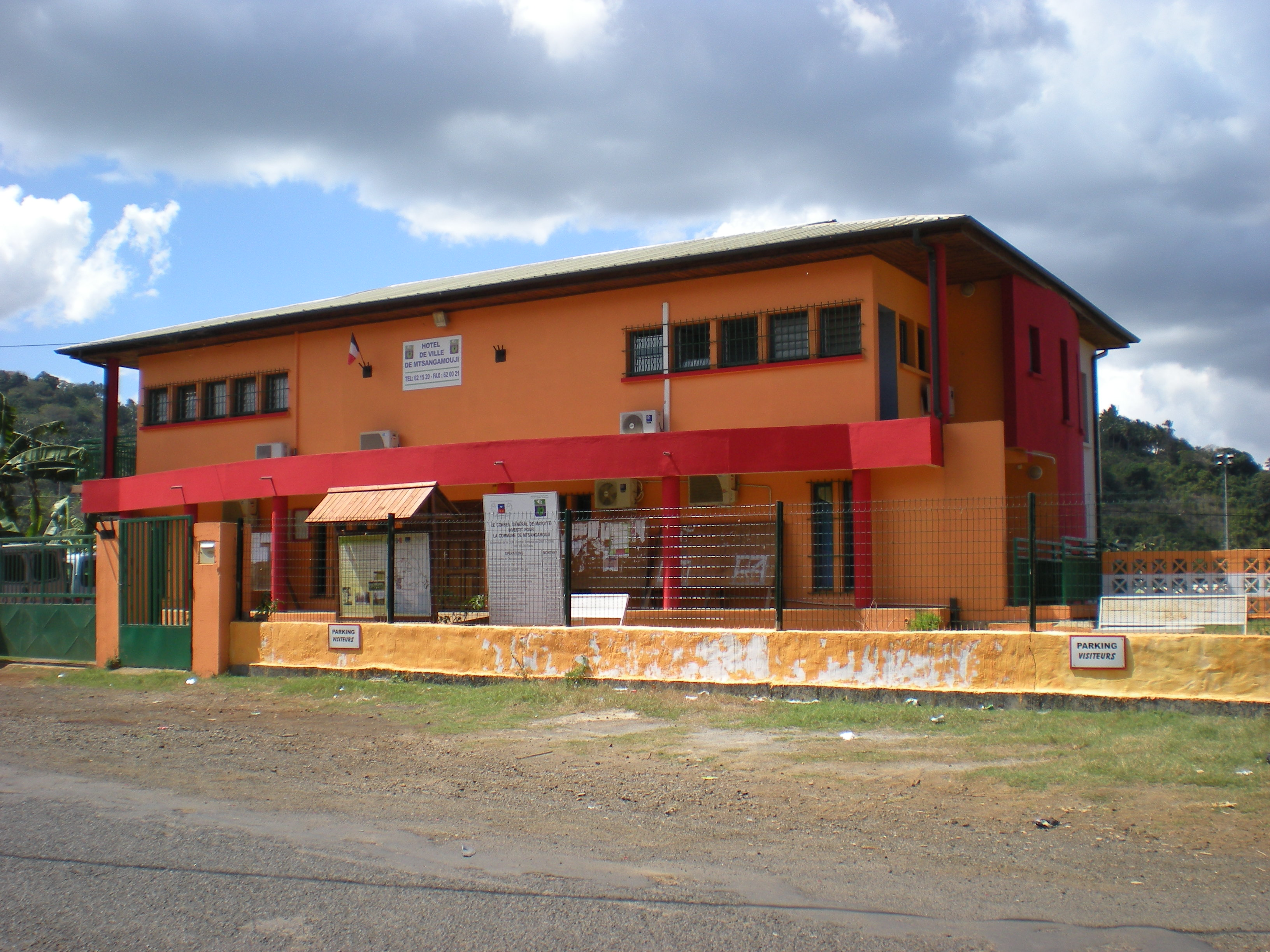